# Chip Ganassi
Floyd Ganassi Jr. (Pittsburgh, Pensilvania; 24 de mayo de 1958), más conocido como Chip Ganassi, es un empresario estadounidense, expiloto de automovilismo, actual dueño de equipo y miembro del Salón de la Fama del Automovilismo de América. Ha estado involucrado en la escena de las carreras de automovilismo de América del Norte durante más de 30 años. Es propietario y director ejecutivo de Chip Ganassi Racing, que opera equipos en la IndyCar Series, WeatherTech SportsCar Championship, el Campeonato Mundial de Resistencia de la FIA y Extreme E. Es el único propietario de un equipo en la historia que ha ganado las 500 Millas de Indianápolis, las 500 Millas de Daytona, las 400 Millas de Brickyard, las 24 Horas de Daytona, las 12 Horas de Sebring y, más recientemente, las 24 Horas de Le Mans.

## Carrera
Ganassi asistió a la escuela de manejo Bob Bondurant en 1977 mientras estudiaba en la escuela secundaria Fox Chapel Area. Ganó su primera carrera en un Fórmula Ford a la edad de 18 años. Comenzó su carrera en las carreras de CART (Champ Car) en 1982 después de graduarse de Duquesne. Aunque un árbol de levas roto le impidió completar su primera carrera de CART en Phoenix, Ganassi se clasificó con la velocidad más rápida, 197 mph, y compitió en las 500 Millas de Indianápolis cinco veces, siendo su mejor resultado un octavo lugar en 1983. Fue votado como el piloto que más ha mejorado en 1983 y ocupó la novena posición en la clasificación de CART. Durante esa temporada, llevó al Wildcat de Patrick Racing al podio dos veces, la primera en Caesars Palace en Las Vegas, y luego nuevamente en Laguna Seca. La temporada siguiente, continuaría y terminaría en el mejor segundo lugar de su carrera en el Gran Premio Budweiser de Cleveland de 1984, sin embargo, en su próxima carrera, su carrera se vio truncada por un gran accidente en Michigan que involucró a Al Unser Jr. en una carrera llena de grandes accidentes, hizo girar su monoplaza al salir de una de las curvas peraltadas, luego recogió a Unser Jr., su automóvil luego patinó a través del área de salida de césped, se estrelló contra la barrera interior de Armco, su chasis cayó varias veces y se rompió, aunque Unser Jr. resultó ileso, Ganassi sufrió graves lesiones en la cabeza. Cuando el médico de CART, Stephen Olvey, llegó a Ganassi, lo encontró inconsciente, e inicialmente temió que el piloto no hubiera sobrevivido. Cuando Olvey estaba a punto de comenzar a administrar RCP, Ganassi volvió a respirar. Fue trasladado en avión al Hospital de la Universidad de Míchigan. Después de un tiempo, recuperó la conciencia y, aunque inicialmente sufrió la pérdida de la memoria a corto plazo, sintió que se había recuperado por completo. Tras el accidente, no corrió durante 9 meses; nunca volvió a correr a tiempo completo.
Aunque volvió a correr brevemente en CART e IMSA en 1986. Ganassi logró su mejor resultado en coches deportivos en la Kodak Copies 500 de 1986 en Watkins Glen, que obtuvo la victoria en la clase Camel Light, con su compañero de carrera, Bob Earl (7.º en la general). También registró un séptimo puesto un mes antes en Löwenbräu Classic, en Road America, asistido por David Sears. En ambas ocasiones manejando para Spice Engineering, en una para su Spice-Pontiac SE86CL. En lo que iba a ser su última carrera internacional, Ganassi participó en las 24 Horas de Le Mans de 1987, como miembro de Kouros Racing. Uno de sus compañeros de equipo para el evento, Johnny Dumfries, marcó la vuelta más rápida de la carrera antes de entregar el automóvil a Ganassi, a quien se le rompió la caja de cambios.

## Dueño de equipo

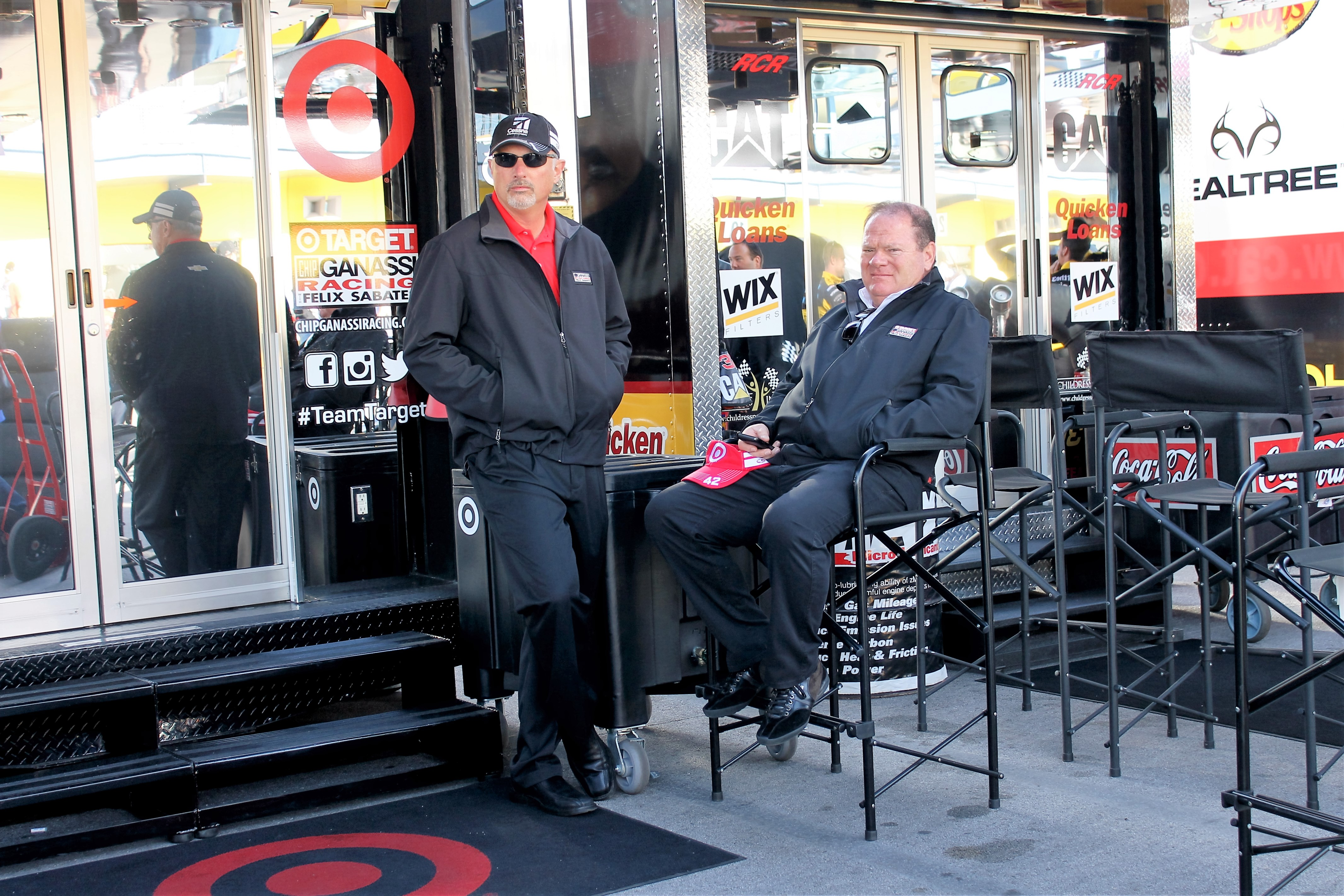
Ganassi y Lorin Ranier en Las Vegas Motor Speedway en 2014.

## Vida personal
Ganassi fue anteriormente vicepresidente de FRG Group, la organización de su padre involucrada en bienes raíces comerciales, transporte y otras áreas. Además de sus intereses en las carreras, también es expropietario minoritario del equipo de las Grandes Ligas de Béisbol de los Pittsburgh Pirates. Ganassi es un firme partidario del St. Jude Children's Research Hospital, al que sus equipos han donado más de 500 000 dólares estadounidenses.
Se graduó de Fox Chapel Area High School en 1978 y obtuvo una licenciatura en finanzas de la Universidad de Duquesne en 1982. Recibió un Doctorado Honorario de la Universidad Carnegie Mellon en 2011.

## Premios
Fue incluido en el Salón de la Fama del Automovilismo de América en 2016.

## Resumen de carrera
| Temporada | Categoría                                   | Pos. | Equipo                 | Chasis                                       |
| --------- | ------------------------------------------- | ---- | ---------------------- | -------------------------------------------- |
| 1981      | Robert Bosch Formula Super Vee Championship | 6.º  |                        | March-Volkswagen 79/80SV Ralt-Volkswagen RT5 |
| 1981-82   | Campeonato Nacional del USAC                | 37.º | First Commercial Corp. | Wildcat-Cosworth                             |
| 1982      | CART IndyCar World Series                   | 34.º | Rhoades Racing         | Wildcat-Cosworth                             |
| 1982-83   | Campeonato Nacional del USAC                | 16.º | Patrick Racing         | Wildcat-Cosworth                             |
| 1983      | CART IndyCar World Series                   | 9.º  | Patrick Racing         | Wildcat-Cosworth                             |
| 1983-84   | Campeonato Nacional del USAC                | 32.º | Patrick Racing         | March-Cosworth 84C                           |
| 1984      | CART IndyCar World Series                   | 20.º | Patrick Racing         | Wildcat-Cosworth March-Cosworth 84C          |
| 1986      | Campeonato IMSA GT                          | 35.º | Spice Engineering      | Spice-Pontiac SE86CL                         |

## Resultados

### 24 Horas de Spa
| Año  | Escudería     | Copilotos                  | Automóvil         | Clase    | Vueltas | Pos. | Pos. Clase |
| ---- | ------------- | -------------------------- | ----------------- | -------- | ------- | ---- | ---------- |
| 1980 | I.M.C. Toyota | Emmanuel Remion José Close | Toyota Corolla GT | ser.T1.6 | 0       | DNQ  | DNQ        |

### CART IndyCar World Series
(Clave) (negrita indica pole position) (cursiva indica vuelta rápida)

| Año  | Escudería               | 1       | 2       | 3       | 4      | 5       | 6      | 7       | 8       | 9      | 10      | 11       | 12   | 13    | 14   | 15  | 16   | 17  | Pos. | Puntos |
| ---- | ----------------------- | ------- | ------- | ------- | ------ | ------- | ------ | ------- | ------- | ------ | ------- | -------- | ---- | ----- | ---- | --- | ---- | --- | ---- | ------ |
| 1981 | Brayton Racing          | PHX1    | MIL1    | ATL1    | ATL2   | MIS     | RIV    | MIL2    | MIS2    | WGL    | MEX     | PHX2 DNQ |      |       |      |     |      |     | NC   | 0      |
| 1982 | Rhoades Racing          | PHX1 22 | ATL     | MIL1    | CLE 11 | MIS1 31 | MIL2   | POC 17  | RIV     | ROA    | MIS2 16 | PHX2     |      |       |      |     |      |     | 34.º | 10     |
| 1983 | Patrick Racing          | ATL     | INDY 8  | MIL     | CLE 13 | MIS1 8  | ROA 21 | POC 26  | RIV     | MDO 25 | MIS2 6  | LVG 3    | LS 3 | PHX 5 |      |     |      |     | 9.º  | 56     |
| 1984 | Patrick Racing          | LBH 25  | PHX1 11 | INDY 28 | MIL 11 | POR 15  | MEA 9  | CLE 2   | MIS1 27 | ROA    | POC     | MDO      | SAN  | MIS2  | PHX2 | LS  | LVG  |     | 20.º | 24     |
| 1985 | Gilmore Racing          | LBH     | INDY 22 | MIL     | POR    | MEA     | CLE    |         |         |        |         |          |      |       |      |     |      |     | 51.º | 0      |
| 1985 | Machinists Union Racing |         |         |         |        |         |        | MIS1 22 | ROA     | POC    | MDO     | SAN      | MIS2 | LS    | PHX  | MIA |      |     | 51.º | 0      |
| 1986 | Machinists Union Racing | PHX1 14 | LBH     | INDY 21 | MIL    | POR     | MEA    | CLE     | TOR     | MIS1   | POC     | MDO      | SAN  | MIS2  | ROA  | LS  | PHX2 | MIA | 43.º | 0      |

#### 500 Millas de Indianápolis
| Año  | Chasis  | Motor    | Inicio | Final | Escudería               |
| ---- | ------- | -------- | ------ | ----- | ----------------------- |
| 1982 | Wildcat | Cosworth | 11     | 15    | Rhoades Racing          |
| 1983 | Wildcat | Cosworth | 16     | 8     | Patrick Racing          |
| 1984 | Wildcat | Cosworth | 22     | 28    | Patrick Racing          |
| 1985 | March   | Cosworth | 25     | 22    | Gilmore Racing          |
| 1986 | March   | Cosworth | 25     | 21    | Machinists Union Racing |

### 24 Horas de Daytona
| Año  | Escudería           | Copilotos                               | Automóvil       | Clase | Vueltas | Pos. | Pos. Clase |
| ---- | ------------------- | --------------------------------------- | --------------- | ----- | ------- | ---- | ---------- |
| 1986 | RC Buick Hawk/Conte | John Paul Jr. Ivan Capelli Whitney Ganz | March-Buick 85G | GTP   | 310     | DNF  | DNF        |

### 24 Horas de Le Mans
| Año  | Escudería     | Copilotos                      | Automóvil          | Clase | Vueltas | Pos. | Pos. Clase |
| ---- | ------------- | ------------------------------ | ------------------ | ----- | ------- | ---- | ---------- |
| 1987 | Kouros Racing | Johnny Dumfries Mike Thackwell | Sauber-Mercedes C9 | C1    | 37      | DNF  | DNF        |